# كليفتون باول
كليفتون باول (بالإنجليزية: Clifton Powell)‏ مواليد 16 مارس 1956 في واشنطن العاصمة، واشنطن، الولايات المتحدة، هو ممثل أمريكي بدأ مسيرته الفنية عام 1981.

## الأعمال

### أفلام
- ساعة الذروة
- نوربت
- قانون
- سي اس آي:التحقيق في موقع الجريمة
- ذا منتاليست
- غراند ثفت أوتو: سان أندرياس

## روابط خارجية
- كليفتون باول على موقع IMDb (الإنجليزية)
- كليفتون باول على موقع ألو سيني (الفرنسية)
- كليفتون باول على موقع ميوزك برينز (الإنجليزية)
- كليفتون باول على موقع أول موفي (الإنجليزية)
- كليفتون باول على موقع قاعدة بيانات الأفلام السويدية (السويدية)
- كليفتون باول على موقع إن إن دي بي (الإنجليزية)
- كليفتون باول على موقع ديسكوغز (الإنجليزية)
- كليفتون باول على موقع قاعدة بيانات الفيلم (الإنجليزية)
- كليفتون باول على موقع كينوبويسك (الروسية)